# کریستین بیرکلاند
کریستین بیرکلاند (انگلیسی: Kristian Birkeland؛ زاده ۱۳ دسامبر ۱۸۶۷ درگذشته ۱۵ ژوئن ۱۹۱۷) یک دانشمند اهل نروژ بود.